# Schwartzia costaricensis
Schwartzia costaricensis är en tvåhjärtbladig växtart som först beskrevs av Ernest Friedrich Gilg, och fick sitt nu gällande namn av H.G. Bedell. Schwartzia costaricensis ingår i släktet Schwartzia och familjen Marcgraviaceae. Inga underarter finns listade i Catalogue of Life.